# مايك ينسن
مايك جنسن (بالدنماركية: Mike Jensen)‏ (و. 1988  م) هو لاعب كرة قدم، من الدنمارك، يلعب كلاعب وسط.

## مسيرته الكروية
لعب مايك جنسن خلال مسيرته الاحترافية مع 4 أندية في سبعة عشر موسمًا وسجل خلالها 49 هدفًا ضمن 348 مباراة. حيث فاز في أربعة مواسم بالكأس وفي أربعة مواسم بالدوري.
خاض مايك جنسن مسيرته مع نادي بروندبي في موسم 2005–06 في المرة الأولى واستمر معه طيلة ثلاثة مواسم ثم في موسم 2008–09 ليلعب معه خمسة مواسم، مشاركًا طوالها في 133 مباراة سجل خلالها 12 هدفًا. ثم انتقل إلى نادي مالمو ما بين عامي 2008 و2009 لمدة موسم واحد، حيث شارك في 11 مباراة ولم يسجل أي هدف. لينتقل بعدها إلى نادي روسنبورغ في موسم 2013 ليلعب معه سبعة مواسم، مشاركًا في 197 مباراة سجل خلالها 36 هدفًا. ثم انتقل إلى نادي أبويل في موسم 2019–20 لمدة موسم واحد، مشاركًا في 7 مباريات سجل خلالها هدفًا واحدًا.

## روابط خارجية
- مايك جنسن على موقع الاتحاد الدولي (مؤرشف)  (الإنجليزية)
- مايك جنسن على موقع الاتحاد الأوربي (الإنجليزية)
- مايك جنسن على موقع اتحاد النرويج (النرويجية)
- مايك جنسن على موقع إي إس بي إن إف سي (الإنجليزية)
- مايك جنسن على موقع قاعدة بيانات كرة القدم.إي يو (الإنجليزية)
- مايك جنسن على موقع بيانات كرة القدم. دي إي (الألمانية)
- مايك جنسن على موقع ليكيب (الفرنسية)
- مايك جنسن على موقع ناشيونال فوتبول تيمز (الإنجليزية)
- مايك جنسن على موقع Soccerbase.com (لاعب) (الإنجليزية)
- مايك جنسن على موقع Soccerway.com (الإنجليزية)